# RIM-7海麻雀导弹
RIM-7海麻雀导弹是美國研發的艦載短程地對空飛彈，在1960年代時由AIM-7麻雀飛彈衍生開發，作為船艦的對空點防禦武器。整套系統架構簡單，可以輕易地增設在軍艦結構上，飛彈以手動瞄準的照明雷達導引，可迎擊來襲戰機或反艦飛彈。至21世紀之前，海麻雀飛彈是美軍與其盟邦軍艦常見的防禦武器，現在此武器已經逐步汰換，擔負任務由RIM-162飛彈替換。

## 研發背景
1950年代末期，蘇聯服役的噴射戰鬥攻擊機對西方國家的海軍艦艇構成重大威脅。西方國家開發了配備空對空飛彈的長程攔截機試圖解決艦隊防空任務需求，但若是成功穿透攔截機隊，艦隊防空仍只有中口徑高射炮可以接敵，這時候以雷達導引飛彈的技術日漸成熟，噴射戰鬥機可以在高射炮火網外對艦隊攻擊，而掠海攻擊戰術可以縮短雷達搜索到的機會，對防禦者相當不利。因此中短程防空飛彈排入美軍研發項目序列，原本美國海軍計畫跟隨美國陸軍的MIM-46飛彈計畫改造海軍版，稱為RIM-46A，結果因為技術問題不可克服，美國陸軍在1963年降級為技術開發項目，1965年放棄計畫，並以AIM-9D作為替代技術來源，改良成MIM-72/M48欉樹飛彈。
被美國陸軍擺了一道的海空軍，這時候被迫自尋替代方案。海軍少量了購入榭樹飛彈發射器裝設於驅逐艦上，但是在越南測評的結果了解到紅外線尋標器對於海上低空環境的適應性太差，只有雷達導引飛彈才能有效的解決來襲目標。於是美國海軍移植了F-4幽靈II戰鬥機上研發完成的AIM-7E飛彈與連續波發射組件在軍艦上，麻雀飛彈裝在用於發射RUR-5阿斯洛克反潛飛彈的八連裝發射箱，炮座則是MK-33艦炮改造，稱為MK-25發射器。連續波發射組件則是直接移植F-4B的雷達組件，稱為MK-115照明雷達。整套設備稱為基本點防禦飛彈系統（BPDMS）。這套系統操作非常的直觀易懂：雷達操作手接受戰情室指示將照明雷達轉向來襲目標，MK-25發射架會與照明雷達連結同時轉向射手指向的目標，發射出去的飛彈會朝著信號飛去撞擊引爆。
BPDMS在1967年開始裝艦測試，1967年10月進入量產，第一款接受相關改裝的艦艇為諾克斯級巡防艦，全級艦在1971至1975年間裝設完成。但是在測試中美軍了解麻雀飛彈並不是理想的防空武器，它的火箭燃燒時間太短，使得實際射程僅剩空射狀態的四分之一（最多約10公里），飛彈的控制面設計在前部彈翼，因此在瞬間轉彎性能上不如預期。對目標的瞄準實際上是人眼觀測，在惡劣天候時根本無法交戰，這些在後續研改中持續精進。

## 使用國

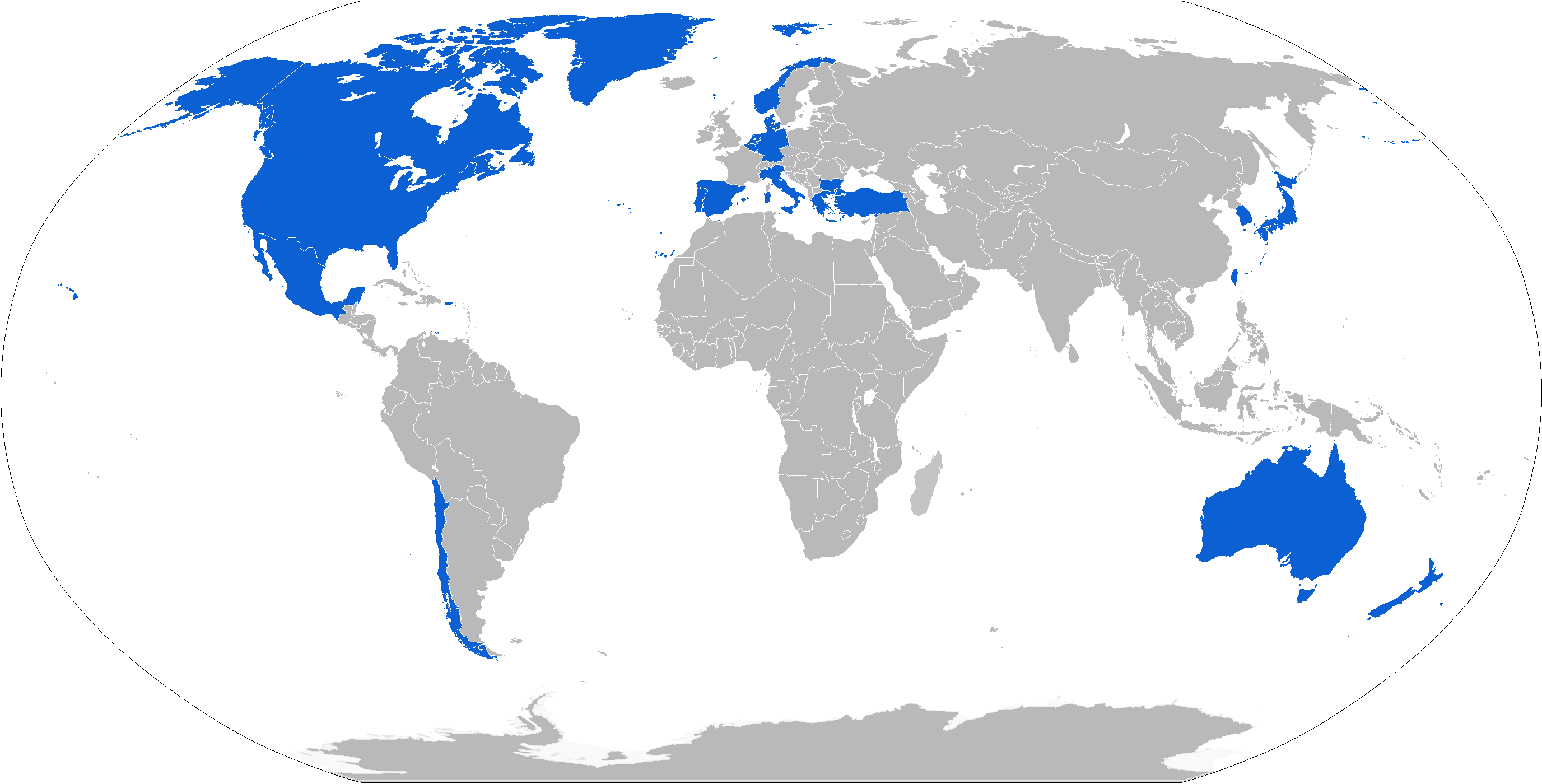
使用藍色表示RIM-7的使用國

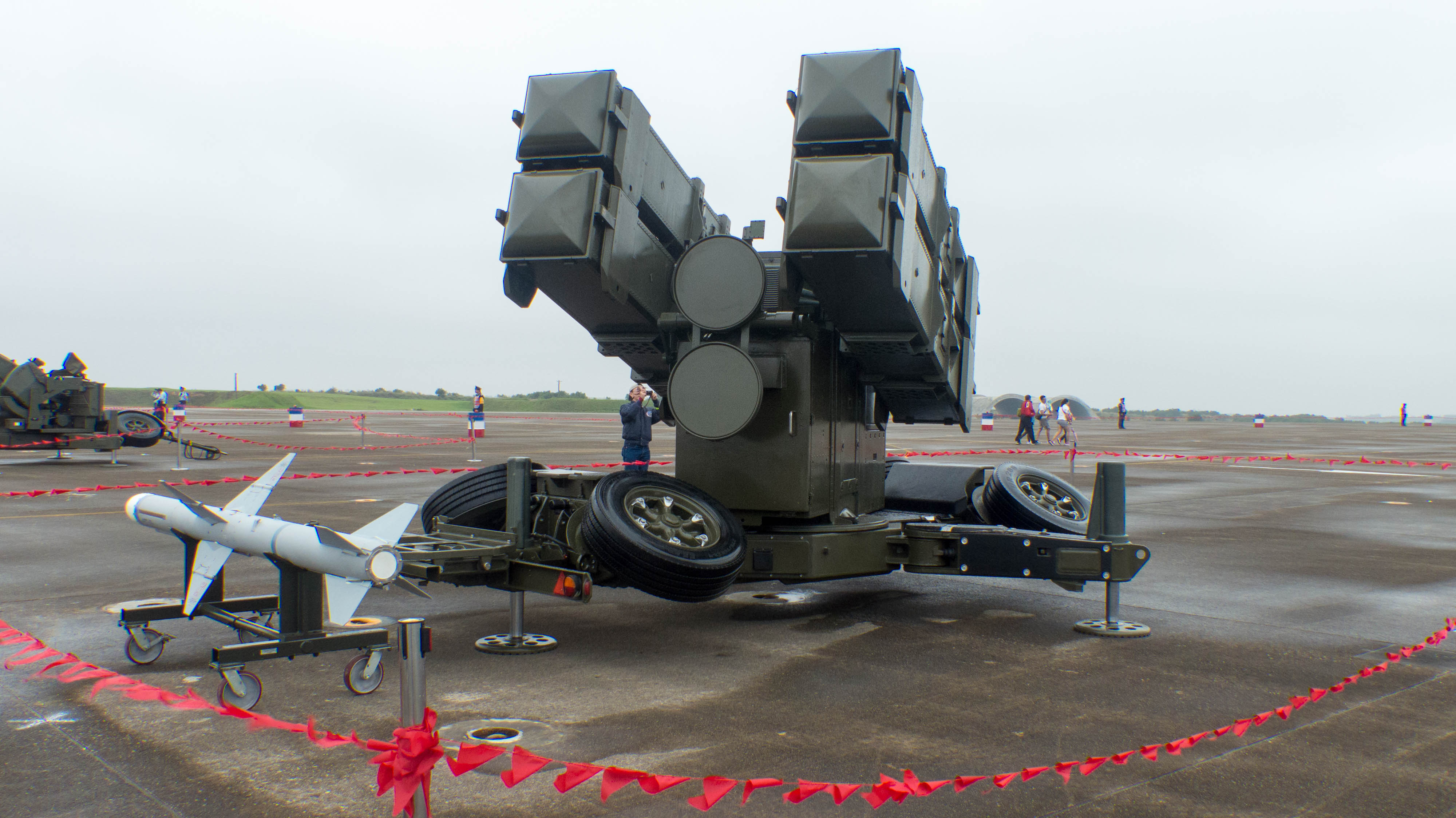
2016年空軍清泉崗基地營區開放活動下午，停機坪靜態展示的天兵防空系統麻雀飛彈發射器與RIM-7M海麻雀飛彈

比利时
 保加利亚
 加拿大
 智利
 丹麦
 德国
 希腊
 義大利
 日本
 墨西哥
 荷蘭
 新西兰
 挪威
 葡萄牙
 西班牙
 土耳其
 美国
 中華民國
- 中華民國空軍[2][3]

空軍操作的麻雀飛彈有兩種，一種為空軍版本AIM-7F/M，另一種為海軍版本RIM-7M，於1983年向美國採購500枚，1986至1988年運交，此批即是與天兵防空系統一起使用。

### 引文
1. 1 2 3  Friedman 1997，第413頁.
2. ↑  . 中華民國空軍.   [2017-06-19]. （原始内容存档于2023-01-08）.
3. ↑  .   [2018-10-07]. （原始内容存档于2018-10-06）.

### 書目
- Friedman, Norman. . US Naval Inst Pr. 1997. ISBN 1-55750-268-4 （英语）.